# Rote (île)
Pour les articles homonymes, voir Rote et Roti.
L’île de Rote ou Roti est une des terres les plus méridionales de l’archipel indonésien. Elle fait partie des Petites îles de la Sonde et est située en mer de Savu, à 12 km au sud-ouest de Timor, à 149 km au nord des îles Ashmore et Cartier et à 464 km du cap Bougainville, sur la côte australienne . Sa superficie est de 1 200 km2.
Administrativement, Rote forme, avec les îles voisines dont Ndao, le kabupaten de Rote Ndao, après séparation de celui de Kupang dans la province des petites îles de la Sonde orientales. 

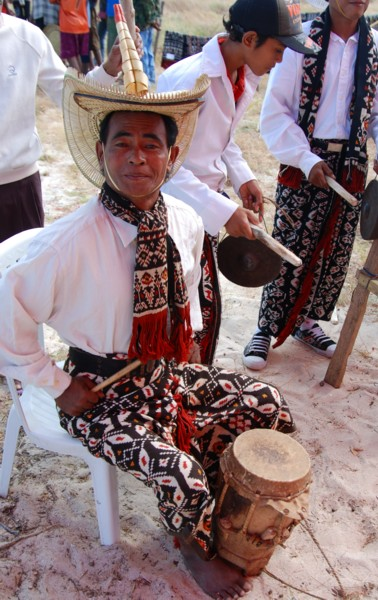
Joueur de tambour à Rote

## Population
Les habitants de Rote parlent une langue qui appartient au groupe dit "central-oriental" de la branche malayo-polynésienne des langues austronésiennes et est apparentée aux langues de la partie occidentale de Timor.

## Histoire
La Compagnie néerlandaise des Indes orientales (ou VOC, acronyme de Vereenigde Oostindische Compagnie) soumet Rote en 1681. L'île devient pour elle une source d'approvisionnement en esclaves.
Au cours du XVIIIe siècle, les habitants de l'île se convertissent au christianisme, ce qui leur permet d'échapper à la fois à l'esclavage et à la domination des seigneurs locaux restés païens. La première conversion d'un chef a lieu en 1729, et rapidement les chefs convertis demandent à la VOC de leur procurer des maîtres d'écoles. Dès 1765, les gens de Rote prennent celles-ci en charge, et l'enseignement s'y fait en malais. Ils forment dès lors une élite qui jouera un rôle dominant en Indonésie de l'Est au cours du XXe siècle.

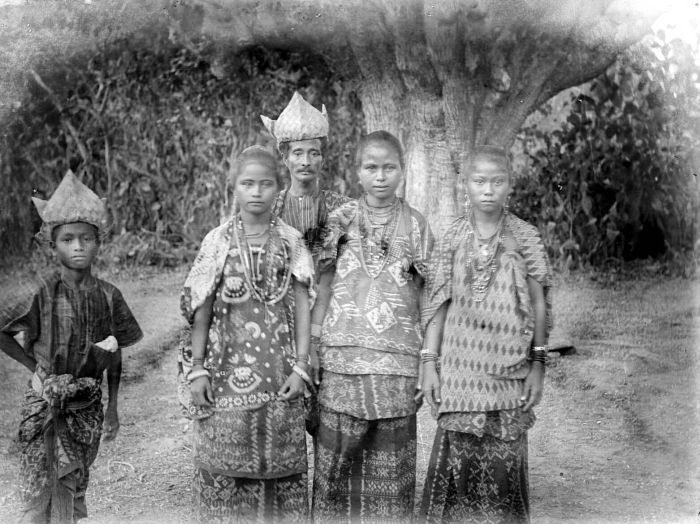
Le prince de Bilba et sa famille

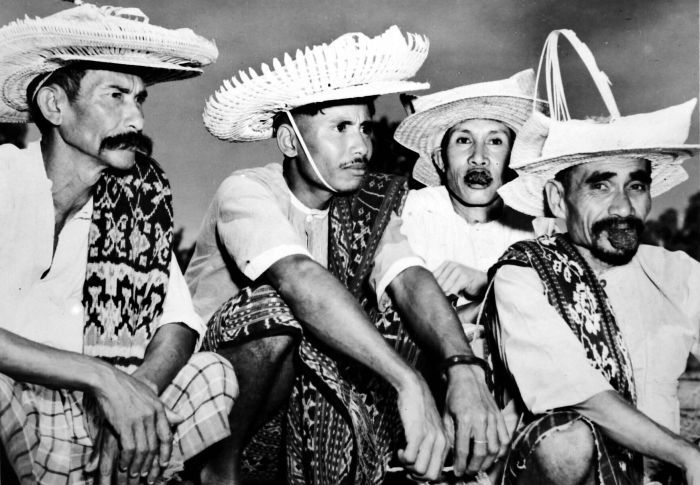
Notables de Rote à l'époque des Indes néerlandaises

Les Anglais prennent possession des îles Ashmore-et-Cartier en 1878 pour les premières et 1909 pour les secondes. En 1931, le Royaume-Uni transfère ces îles à l'Australie devenue souveraine. L'Indonésie devient pour sa part indépendante en 1945. Mais comme dans tout héritage colonial, il n'y a pas une frontière unique entre les deux pays. En 1952, l'Australie revendique unilatéralement comme siennes les ressources naturelles sur tout le plateau continental, qui s'étend jusqu'à moins de 150 km de Rote. Ces ressources incluent la trepang (holothurie) et le trochus pêchés traditionnellement par les habitants de Papela.

## Problèmes frontaliers
Sur Roti se trouve le village de pêcheurs de Papela. Selon la tradition, Papela a été fondée au XVIe siècle comme base pour la pêche au requin et au trepang (holothurie) dans les îles et récifs entre Roti et le nord-ouest de l'Australie. Les quelque 7 000 habitants de Papela sont les descendants de marins Bajo, Bugis, Buton et Makassar du sud de Sulawesi et d'Alor, Florès et Solor voisines. 
En 1974, un accord entre l’Australie et le gouvernement de Soeharto, affirmant favoriser la protection de l’environnement, fixe une zone de pêche éloignée, dans des conditions draconiennes : un seul instrument de navigation et pas de moteur. Cet accord est progressivement renforcé par la création de réserves naturelles où toute pratique de la pêche est interdite.  Cependant l’Australie est soupçonnée de vouloir avant tout contrôler les gisements de pétrole qui se trouvent dans les eaux indonésiennes. Ils exploitent déjà des gisements en mer de Timor. Ce gouvernement est accusé de répression, exercée par les garde-côtes australiens, en dehors donc de leurs eaux territoriales : bateaux incendiés, pécheurs traditionnels emprisonnés et traités comme des braconniers pratiquant la pêche illégale en bateaux à moteur. 
En 1981, l'Indonésie et l'Australie se sont entendues pour une frontière approximativement équidistante des côtes de chacun des deux pays. Le traité de 1993 sur le "Timor Gap" pour l'exploration et l'exploitation des ressources non vivantes ne couvre pas les îles Ashmore et Cartier, identifiées comme ayant un fort potentiel en pétrole et en gaz. 
Une conséquence de cette extension de la souveraineté australienne est que progressivement, la pêche traditionnelle des habitants de Papela se produit maintenant en territoire australien.
Depuis la signature de l’accord, plus de 150 pêcheurs ont disparu en mer sur leurs embarcations sans moteur. Certains se reconvertissent dans le transport de migrants clandestins vers l’île Ashmore sous juridiction australienne.

## Tourisme

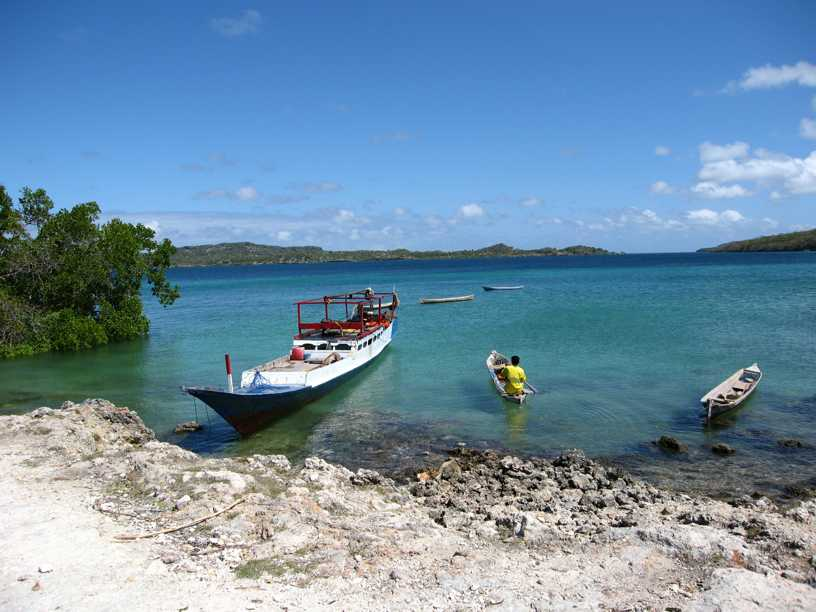
La plage du village d'Oebou dans le sud-ouest de Rote

La plage de Nembrala offre un spot de surf de bonne qualité, avec un break coralliens en gauche, très régulier.
Le port de Pantai Baru est relié par ferry quotidien à Kupang dans l'ouest de l'île de Timor. Le voyage dure environ 4 heures.
Un autre ferry, plus rapide, part chaque matin et relie Kupang à Baa en 1h45. Il repart dans la foulée pour la traversée inverse. Le passage du détroit est généralement fortement soumis aux houles de vent, et la traversée devient pénible sitôt quittées les eaux de la baie de Kupang.